# Червена гвардия
Червена гвардия (на руски: Кра́сная гва́рдия) са паравоенни формирования, доброволни въоръжени отряди, създадени от териториалните партийни организации на болшевишката партия РСДРП(б) за завземане на властта в Русия през 1917 г.
Отрядите (дружините) на Червената гвардия са основните въоръжени формирования на болшевиките по време на подготовката и провеждането на Октомврийската революция. Те нямат общо командване и се създават и разформироват с решение на партийните органи по места. Някои от подразделенията на Червената гвардия се включват в създаването на Работническо-селската Червена армия.

## Създаване
Първообраз на Червената гвардия са бойните работнически дружини, създадени по време на революцията от 1905 година. Още тогава Ленин обосновава тяхната необходимост така:

Уважами Манилови, няма недостиг на „нови мотиви“, а има недостиг на военна сила, военна сила на революционния народ (а не на народа въобще), която да се състои от 1) въоръжен пролетариат и селячество, 2) организирани челни отряди от представители на тези класи, 3) военни части, готови да преминат на страната на народа. Взети всички заедно, те съставляват революционната армия
—В. И. Ленин, Последнее слово "искровской" тактики или потешные выборы, как новые побудительные мотивы для восстанияВ оригинал 
Не в "новых мотивах" нехватка, почтеннейшие Маниловы, а в военной силе, в военной силе революционного народа (а не народа вообще), которая состоит 1) в вооружённом пролетариате и крестьянстве, 2) в организованных передовых отрядах из представителей этих классов, 3) в готовых перейти на сторону народа частях войска. Взятое всё вместе, это и составляет революционную армию.
През март 1917 г. министърът на правосъдието във Временното правителство Керенски обявява амнистия и освобождава всички политически затворници и заточените в Сибир членове на Държавната дума. Сред освободените са Йосиф Сталин, Феликс Дзержински, Григорий Зиновиев, Нестор Махно и много други. Но малко след това, през май, Временното правителство освобождава и около 90 хиляди осъдени криминални престъпници и освен тях онези, които са готови доброволно да постъпят в армията (която фактически вече не съществува). Тези около 40 хиляди освободени затворници, по заповед на Керенски са въоръжени с винтовки и съставляват основата на бъдещата Червена гвардия. При положение, че правителството вече е разпуснало гражданските съдилища, Охранката (тайната полиция) и жандармерията, настъпва хаос: денем из градовете кипят революционни митинги, но нощем по тъмните улици вилнеят престъпници, всявайки ужас сред населението.
Терминът червена гвардия се появява в резолюция на бюрото на ЦК на РСДРП(б) от 26 март 1917 г. „За Временното правителство“. Първите дружини (отряди) на Червената гвардия възникват през пролетта на 1917 г. в Петроград, Москва, Киев, Ревел, Харков, Одеса, Самара, Нижни Новгород и други градове. Най-често се създават при предприятията (макар че има и районни и градски отряди) и се подчиняват на местните Съвети и, по-рядко, на болшевишките комитети. По-големи централизирани структури са образувани в Санкт Петербург (Главен щаб на Червената гвардия) и Москва (Централен щаб на Червената гвардия).
След Юлските събития Червената гвардия е обявена извън закона, а някои червеногврадейски отряди са временно разформировани. След Корниловския метеж обаче (август 1917 г.). Временното правителство привлича болшевиките към защитата на властта, вследствие на което болшевиките започват постепенно да поемат контрола в Съветите на работническите и войнишките депутати и по този начин започват легално да се въоръжават. В работническите райони започва масово създаване на червеногвардейски отряди:с. 12 – 13 под командването на болшевики. При това Червена гвардия се сформира не само в централния промишлен район, а и в Белорусия, на Дон, в Кубан, в Задкавказието, в Средна Азия, на Урал, в Сибир и в Далечния изток. Към края на септември отряди на Червената гвардия има в 104 пролетарски центрове на Русия.

## Участие във въоръжени сблъсъци
През октомври 1917 г. Военно-революционният комитет на Петроградския съвет легално обучава и въоръжава червеногвардейци за оказване на опор на германците, наближаващи Петроград и същевременно – за извършване на Октомврийската революция. В навечерието на преврата отряди от червеногвардейци заедно с няколко войскови части под контрола на болшевики, завземат невските мостове, пощите, гарите и телеграфа, без да срещнат съпротива Красногвардейци освобождават и затворниците болшевики от затвора „Кресты“. Обаче по време на щурма на Зимния дворец повечето червеногвардейци са пасивни – въпреки че общият им брой достига 50 000,:с. 106 – 107 при щурма от общо 11 хиляди души само малко над 3 хиляди са от Червената гвардия, макар че именно те са в челните редици.
В края на октомври отряди на Червената гвардия заедно с въстанали матроси и армейски части, преминали към болшевиките, са изпратени в Красное Село и Пулково, за да спрат настъплението към Петроград на казаци под командването на генерал Краснов.
Червената гвардия е основна сила и във въоръженото въстание в Москва през октомври 1917 г., което продължава около седмица и по време на което са най-продължителните сблъсъци:с. 374. Някои историци оценяват московските боеве като начало на гражданската война в Русия.
През декември 1917 г. червеногвардейци разоръжават юнкерски части и два полка запасняци в Харков и слагат край на двувластието там, а през януари-февруари 1918 г. овладяват и Херсонска губерния. По същото време участват в сблъсъци в Екатеринославска губерния, където свалят от власт украинската Централна рада, и в кратковременното установяване на Одеска съветска република. Отряди на Червената гвардия участват активно при настъплението на болшевиките към Киев в началото на 1918 г. и са основен противник на метежа на чехословашките легиони в Сибир.

## Разформироване
Историкът А. И. Фурсов смята, че в социалната база на красногвардейците голямо място заемат бандити и други престъпници, които тероризират населението, възползвайки се от положението и неограничените пълномощия да упражняват революционен терор, представяйки се за пролетарии:
Според него те получават неограничено право да грабят и убиват, и тъй като контролът над действията им става невъзможен, започва създаването на редовна армия. Тя има за задача да отсява подозрителните и да ги разоръжава, а надеждните отряди стават основата на РККА. Отделно създадените бойни отряди на Чека подпомагат процеса, като ликвидира онези червеногвардейски формирования, които отказват доброволно да се разоръжат или да се влеят в армейските редици. Отначало тези мерки са негласни, но през март 1918 г. Червената гвардия е обявена официално извън закона. Основната маса на нежелаещите да се разоръжат напуска Петроград и започва да се премества из страната. Към септември 1918 г. Червената гвардия е или разпръсната, или унищожена от правителствените сили, като остават няколко разбойнически отряза, действащи из периферията, до 1919 г. Съветската историография причислява борбата с Червената гвардия към борбата с кулаците, тъй като в противен случай би поставила под въпрос пролетарския характер на революцията (излиза, че главната ударна сила не са работници, а бандити Това е немислимо в съветско време и затова е измислен митът за кулацките метежи през 1917 – 1918 гг.).
През октомври-ноември 1917 г. Червената гвардия наброява около 200 хиляди души (в Петроград над 30 хиляди, в Москва под 30 хиляди). Разформироването на нейните отряди протича различно в различните области. Последни в редовете на Червената армия встъпват червеногвардейските отряди в Туркестан, през октомври 1919 г.
- Първите червеногвардейци. 1917 г. Петроград
- Отряд червеногвардейци. Петроград. 1917
- Погром на магазини за вино и тютюн от червеногвардейци. худ. Иван Владимиров